# Pyrostria bibracteata
Pyrostria bibracteata är en måreväxtart som först beskrevs av John Gilbert Baker, och fick sitt nu gällande namn av Alberto Judice Leote Cavaco. Pyrostria bibracteata ingår i släktet Pyrostria och familjen måreväxter. Inga underarter finns listade i Catalogue of Life.